# Hadsund Boldklub
Hadsund Boldklub af 1926, forkortet HB, er en boldklub i Hadsund. Klubben blev grundlagt 1926 og ligger på Stadionvej i Hadsund ved siden af Hadsund Idrætscenter. Boldklubben består af tre afdelinger med lidt over 1000 medlemmer: fodbold, håndbold, gymnastik og petanque og hertil en støtteforening kaldet HB's venner.

## Afdelinger

### Fodbold
Fodboldafdelingen har omtrent 400 medlemmer (per juli 2019) fordelt på 16 ungdomshold og to seniorhold. Det bedste af disse er placeret i serie 2.
Klubben har både herre og damefodbold.

### Håndbold
Håndboldafdelingen har godt 230 medlemmer, fordelt på 5 ungdomshold og fem seniorhold, hvoraf det bedste er placeret i damernes serie 1.

### Gymnastik
Gymnastik har  godt 230 medlemmer fordelt mellem ungdom og senior

### Petanque
Petanqueafdelingen har godt 150 medlemmer.

### Hadsund Boldklubs Venner
HBV er en støtteforening, til Hadsund Boldklub, den støtter forskellige aktiviteter og tiltag i Hadsund Boldklub som ikke er drift.

## Tidligere kendte medlemmer
- Ebbe Sand
- Peter Sand
- Lasse Strandberg
- Dorte Dalum Jensen
- Thomas Andie

## Ekstern henvisning
- Hadsund Boldklubs website